# Atractoscion aequidens
Az Atractoscion aequidens a sugarasúszójú halak (Actinopterygii) osztályának sügéralakúak (Perciformes) rendjébe, ezen belül az árnyékhalfélék (Sciaenidae) családjába tartozó faj.

## Előfordulása
Az Atractoscion aequidens az Atlanti-óceán keleti részén él, Angolától a Dél-afrikai Köztársaságig előfordul. Mauritánia vizeiben, csak egyszer vették észre. Az Atractoscion aequidens további állományai az Indiai-óceán nyugati részén élnek, Mozambik és a Dél-afrikai Köztársaság között, valamint a Csendes-óceánban Ausztrália közelében.

## Megjelenése
Általában 90 centiméter hosszú, de akár 130 centiméteresre is megnőhet. 65 centiméteresen számít felnőttnek. Legfeljebb 25 kilogramm testtömegű. Testszíne ezüstös.

## Életmódja
Az Atractoscion aequidens trópusi halfaj, amely 15-200 méteres mélységekben él; a legtöbbször 100-200 méteres mélységekben tartózkodik. Egyaránt megél a sós- és brakkvízben is. A homokos és iszapos tengerfenéket kedveli. Az ivadék beúszik a folyótorkolatokba. Tápláléka halakból (közönséges makréla, tüskésmakréla-félék) áll, amelyekre éjszaka vadászik.

## Felhasználása
Ezt a halat ipari mértékben halásszák, gyakran az Umbrina canariensisszel együtt. A sporthorgászok is kedvelik. Főleg frissen árusítják. Húsa nagyon ízletes.